# Euler-Rodrigues-Formel
In der Mathematik und Mechanik dient die Euler-Rodrigues Formel nach Leonhard Euler und Olinde Rodrigues der Beschreibung einer Drehung in drei Dimensionen. Mit vier Euler-Parametern {\displaystyle a,b,c,d}, für die {\displaystyle a^{2}+b^{2}+c^{2}+d^{2}=1} gilt, definiert
{\displaystyle Q:={\begin{pmatrix}a^{2}+b^{2}-c^{2}-d^{2}&2(bc-ad)&2(bd+ac)\\2(bc+ad)&a^{2}+c^{2}-b^{2}-d^{2}&2(cd-ab)\\2(bd-ac)&2(cd+ab)&a^{2}+d^{2}-b^{2}-c^{2}\end{pmatrix}}}
eine Drehmatrix. Diese Formel basiert auf der Rodrigues-Formel, benutzt aber eine andere Parametrisierung.
Benutzt wird die Formel in Flugsimulatoren und Computerspielen.

## Eigenschaften

### Symmetrie
Die Parameter ( {\displaystyle a,b,c,d} ) und ( {\displaystyle -a,-b,-c,-d} ) beschreiben dieselbe Rotation, was daran liegt, dass sie in der Q-Matrix immer paarweise miteinander multipliziert werden und so die Minus-Zeichen neutralisiert werden. Von dieser Symmetrie abgesehen, definieren vier Parameter die Drehmatrix in eindeutiger Weise.

### Vektorformulierung
Aus den Parametern {\displaystyle b,c,d} kann ein Vektor {\displaystyle {\vec {\varphi }}=(b,c,d)^{\top }} gebildet werden. Darin bezeichnet das hochgestellte {\displaystyle \top } die transponierte Matrix, sodass {\displaystyle {\vec {\varphi }}} ein Spaltenvektor ist. Dann gilt für alle {\displaystyle {\vec {x}}}:
{\displaystyle Q{\vec {x}}={\vec {x}}+2a{\vec {\varphi }}\times {\vec {x}}+2{\vec {\varphi }}\times ({\vec {\varphi }}\times {\vec {x}}).}
So motiviert sich die Bezeichnung für {\displaystyle a} als skalarer Parameter und {\displaystyle b,c,d} als Vektorparameter. Mit der Kreuzproduktmatrix
{\displaystyle [{\vec {\varphi }}]_{\times }={\begin{pmatrix}0&-d&c\\d&0&-b\\-c&b&0\end{pmatrix}}}
zeigt sich
{\displaystyle Q=E_{3}+2a[{\vec {\varphi }}]_{\times }+2[{\vec {\varphi }}]_{\times }[{\vec {\varphi }}]_{\times }=(2a^{2}-1)E_{3}+2a[{\vec {\varphi }}]_{\times }+2{\vec {\varphi }}{\vec {\varphi }}^{\top }}
Darin ist {\displaystyle E_{3}} die Einheitsmatrix. Diese entsteht bei {\displaystyle {\vec {\varphi }}={\vec {0}}} mit den Euler-Parametern {\displaystyle (a,b,c,d)=(\pm 1,0,0,0)}. Bei 180°-Drehungen ist {\displaystyle a=0} und {\displaystyle |{\vec {\varphi }}|=1}.

### Drehwinkel und Drehachse
Jede Drehung in drei Dimensionen ist eindeutig bestimmt durch einen Drehwinkel {\displaystyle \phi } und eine Drehachse, die durch einen Einheitsvektor {\displaystyle {\vec {e}}=(e_{x},e_{y},e_{z})^{\top }} mit {\displaystyle e_{x}^{2}+e_{y}^{2}+e_{z}^{2}=1} definiert wird. Dann lauten die Euler-Parameter der Drehung:
{\displaystyle a=\cos(\phi /2)}
{\displaystyle b=\sin(\phi /2)e_{x}}
{\displaystyle c=\sin(\phi /2)e_{y}}
{\displaystyle d=\sin(\phi /2)e_{z}}
Wenn {\displaystyle \phi } um eine volle 360°-Drehung zunimmt, entstehen die Euler-Parameter {\displaystyle (-a,-b,-c,-d)}, die – wie oben bereits bemerkt – dieselbe Drehung repräsentieren.
Der Vektorparameter lautet hier also {\displaystyle {\vec {\varphi }}=\sin(\varphi /2){\hat {e}}}.
Mit diesen Parametern und den Doppelwinkelfunktionen entsteht die Rodrigues-Formel für die Drehmatrix:
{\displaystyle Q=E_{3}+\sin(\varphi )[{\hat {e}}]_{\times }+(1-\cos \phi )[{\hat {e}}]_{\times }[{\hat {e}}]_{\times }}

### Parameter einer Drehmatrix
Ist die Drehmatrix {\displaystyle Q} gegeben und sind die Euler-Parameter gesucht, dann werden sie wie folgt gewonnen. Hat {\displaystyle Q} nur positive Diagonalelemente, dann ist
{\displaystyle \operatorname {Sp} (Q)=3a^{2}-b^{2}-c^{2}-d^{2}=4a^{2}-1\quad \rightarrow \quad a=\pm {\frac {1}{2}}{\sqrt {\operatorname {Sp} (Q)+1}}}
Die restlichen Parameter entstehen aus
{\displaystyle q_{i}={\frac {Q_{kj}-Q_{jk}}{4a}}}
mit
| i  | 1 | 2 | 3 |
| qi | b | c | d |
| j  | 2 | 3 | 1 |
| k  | 3 | 1 | 2 |
Sind teilweise negative Diagonalelemente vorhanden, dann sei {\displaystyle Q_{ii}} das größte Diagonalelement und
{\displaystyle q_{i}={\frac {1}{2}}{\sqrt {1+2Q_{ii}-\operatorname {Sp} (Q)}}}
Mit diesem Wert und {\displaystyle j,k} aus obiger Tabelle ermittelt sich
{\displaystyle a=\pm {\frac {Q_{kj}-Q_{jk}}{4q_{i}}},\quad q_{j}={\frac {Q_{ji}+Q_{ij}}{4q_{i}}},\quad q_{k}={\frac {Q_{ki}+Q_{ik}}{4q_{i}}}}
Berechnung der Drehmatrix einmal mit {\displaystyle a} und einmal mit {\displaystyle -a} und Vergleich mit der gegebenen Drehmatrix liefert schließlich das Vorzeichen von {\displaystyle a}.

### Verknüpfung zweier Rotationen
Die Verknüpfung zweier Rotationen ergibt wieder eine Rotation. Aus Euler-Parametern {\displaystyle a_{1},b_{1},c_{1},d_{1}} für die erste Drehung {\displaystyle Q_{1}} und {\displaystyle a_{2},b_{2},c_{2},d_{2}} für die zweite Drehung {\displaystyle Q_{2}} ergibt sich die kombinierte Drehung {\displaystyle Q_{2}Q_{1}} aus erster Drehung und anschließender zweiter Drehung aus den Euler-Parametern
{\displaystyle a=a_{1}a_{2}-b_{1}b_{2}-c_{1}c_{2}-d_{1}d_{2}}
{\displaystyle b=a_{1}b_{2}+b_{1}a_{2}-c_{1}d_{2}+d_{1}c_{2}}
{\displaystyle c=a_{1}c_{2}+c_{1}a_{2}-d_{1}b_{2}+b_{1}d_{2}}
{\displaystyle d=a_{1}d_{2}+d_{1}a_{2}-b_{1}c_{2}+c_{1}b_{2}}.
Auch hier gilt wieder {\displaystyle a^{2}+b^{2}+c^{2}+d^{2}=1}, was durch Einsetzen bestätigt werden kann. Letztere Identität hat über
{\displaystyle a^{2}+b^{2}+c^{2}+d^{2}=1=(a_{1}^{2}+b_{1}^{2}+c_{1}^{2}+d_{1}^{2})(a_{2}^{2}+b_{2}^{2}+c_{2}^{2}+d_{2}^{2})}
einen direkten Bezug zum Euler’schen Vier-Quadrate-Satz und den Quaternionen.

## Verbindung mit anderen Konstrukten

### Quaternionen
Die Euler-Parameter können als Komponenten einer Einheitsquaternion angesehen werden. Der Parameter {\displaystyle a} ist ihr reeller Anteil und {\displaystyle b,c,d} ihr imaginärer. Mit den Einheitsquaternionen {\displaystyle q_{1,2}=a_{1,2}+ib_{1,2}+jc_{1,2}+kd_{1,2}}, die aus den Euler-Parametern zweier Drehungen {\displaystyle Q_{1,2}} bestehen, können die Euler-Parameter der kombinierten Drehung {\displaystyle Q_{2}Q_{1}} elegant mit dem Produkt der Quaternionen berechnet werden:
{\displaystyle a+ib+jc+kd=q_{1}q_{2}}
Hier sind {\displaystyle i,j} und {\displaystyle k} die komplex-imaginären Einheiten, die sich mit den Hamilton-Regeln {\displaystyle i^{2}=j^{2}=k^{2}=ijk=-1} nicht kommutativ verknüpfen. Beispielsweise ist {\displaystyle jk=-kj=i}.

### Pauli-Matrizen
Die unitären 2 × 2-Matrizen
{\displaystyle {\begin{aligned}E_{2}={\begin{pmatrix}1&0\\0&1\end{pmatrix}}=\sigma _{0},&\quad \sigma _{x}={\begin{pmatrix}0&1\\-1&0\end{pmatrix}}=\mathrm {i} \sigma _{2}\\\sigma _{y}={\begin{pmatrix}0&\mathrm {i} \\\mathrm {i} &0\end{pmatrix}}=\mathrm {i} \sigma _{1},&\quad \sigma _{z}={\begin{pmatrix}\mathrm {i} &0\\0&-\mathrm {i} \end{pmatrix}}=\mathrm {i} \sigma _{3}\end{aligned}}}
mit der imaginären Einheit {\displaystyle \mathrm {i} ^{2}=-1} der komplexen Zahlen hängen mit den Pauli-Matrizen {\displaystyle \sigma _{0,1,2,3}} zusammen, die im Standardmodell der Elementarteilchenphysik und in der Quantenmechanik verwendet werden.
Die Matrizen {\displaystyle \sigma _{x,y,z}} transformieren sich ähnlich obiger Hamilton-Regeln der komplex-imaginären Einheiten der Quaternionen:
{\displaystyle \sigma _{x}^{2}=\sigma _{y}^{2}=\sigma _{z}^{2}=\sigma _{x}\sigma _{y}\sigma _{z}=-E_{2}}
Entsprechend können diese unitären 2 × 2-Matrizen ebenfalls zur Beschreibung von Rotationen herangezogen werden. Details dazu findet sich bei Quaternion, SU(2) und Spin-Gruppe.
Die zu einer Rotation korrespondierende unitäre 2 × 2-Matrix lautet unter Verwendung der Euler-Parameter:
{\displaystyle U={\begin{pmatrix}\ \ \,a+\mathrm {i} d&b+\mathrm {i} c\\-b+\mathrm {i} c&a-\mathrm {i} d\end{pmatrix}}=a\,E_{2}+b\,\sigma _{x}+c\,\sigma _{y}+d\,\sigma _{z}=a\,\sigma _{0}+\mathrm {i} b\,\sigma _{2}+\mathrm {i} c\,\sigma _{1}+\mathrm {i} d\,\sigma _{3}}